# Данн (округ, Вісконсин)
Шаблон:StateAbbr_ 44°57′ пн. ш. 91°54′ зх. д. / 44.95° пн. ш. 91.9° зх. д.
 Данн (англ. Dunn County) — округ (графство) у штаті Вісконсин. Ідентифікатор округу 55033.

## Історія
Округ утворений 1854 року.

## Демографія
За даними перепису 
2000 року 
загальне населення округу становило 39858 осіб, зокрема міського населення було 16550, а сільського — 23308.
Серед них чоловіків — 20094, а жінок — 19764. В окрузі було 14337 домогосподарств, 9265 родин, які мешкали в 15277 будинках.
Середній розмір родини становив 3,07.
Віковий розподіл населення поданий у таблиці:
| Стать    | До 15 років | 15-21 | 22-29 | 30-39 | 40-49 | 50-65 | 65-85 | Понад 85 |
| -------- | ----------- | ----- | ----- | ----- | ----- | ----- | ----- | -------- |
| Чоловіки | 3762        | 3546  | 2813  | 2617  | 2741  | 2670  | 1729  | 216      |
| Жінки    | 3782        | 3464  | 2262  | 2484  | 2655  | 2587  | 2071  | 459      |

## Суміжні округи
- Беррон — північ
- Чиппева — схід
- О-Клер — південний схід
- Пепін — південь
- Пієрс — південний захід
- Сент-Круа — захід
- Полк — північний захід

## Виноски
1. ↑  U.S. Decennial Census. United States Census Bureau. Архів оригіналу за 26 квітня 2015. Процитовано 4 серпня 2015.
2. ↑  Historical Census Browser. University of Virginia Library. Архів оригіналу за 11 серпня 2012. Процитовано 4 серпня 2015.
3. ↑  Forstall, Richard L., ред. (27 березня 1995). Population of Counties by Decennial Census: 1900 to 1990. United States Census Bureau. Архів оригіналу за 18 липня 2015. Процитовано 4 серпня 2015.
4. ↑  Census 2000 PHC-T-4. Ranking Tables for Counties: 1990 and 2000 (PDF). United States Census Bureau. 2 квітня 2001. Архів оригіналу (PDF) за 18 грудня 2014. Процитовано 4 серпня 2015.
5. ↑  State & County QuickFacts. United States Census Bureau. Архів оригіналу за 6 червня 2011. Процитовано 18 січня 2014.(англ.) Наведено за англійською вікіпедією.
6. ↑  American FactFinder. Бюро перепису населення США. Архів оригіналу за 21 травня 2008. Процитовано 31 січня 2008.

| США | Це незавершена стаття з географії США. Ви можете допомогти проєкту, виправивши або дописавши її. |